# 67式30型ロケット弾発射機
67式30型ロケット弾発射機（ろくななしきさんじゅうがたロケットだんはっしゃき）は、陸上自衛隊が装備していた装輪式の自走ロケット弾発射機である。

## 概要
国土に侵攻してきた敵上陸部隊を内陸から攻撃することを目的とした装備であり、日本で第二次世界大戦後初めて実用化された大型ロケット弾で、制式化当時は陸上自衛隊の装備の中で最も長射程であり、且つ最も弾頭威力の大きい装備であった。1957年（昭和32年）より開発が開始され、当初は200mm口径で開発されていたが、1960年（昭和35年）に300mm口径に変更、1965年（昭和40年）までに6次にわたり試作を行った。1968年（昭和43年）より部隊配備が開始されている。
陸上自衛隊内ではR-30と通称された。
なお、自衛隊の装備としては、発射機とそれより発射される弾体との制式年号が異なっている珍しい装備である。

## 評価
完全な国産で大型ロケット兵器を開発し得たことは国産の兵器開発技術の高さを示すものであったが、同年代の他国の大型ロケット弾発射機と比べると射程、弾頭威力共に劣るもので、連装2発の発射数は命中精度を発射弾数で補うことが難しい数であり、実用面にはまだ不十分なところがないとは言えない、という微妙な評価がなされていた。
しかし、「長射程ロケット弾」というものに対して技術面、運用面共に大きな経験をもたらしたとされ、その経験は後に開発された75式130mm自走多連装ロケット弾発射機を始めとする各種の装備の開発・運用に大いに有用であったと位置づけられている。

## 構成
4tトラックの荷台に68式30型ロケットりゅう弾の2連装発射機を装備したものである。
発射機は、トラックの荷台を支点に運転席の上方まで発射レールが伸びており、また、レール末端は車体後部より突き出している。発射レールの仰角調整は行なえるが水平方向への旋回機構を有していない。そのため、ロケット弾は前上方へのみ打ち出す形となる。同様の車体に装填装置を搭載した67式30型ロケット弾装填機が開発され、並行して配備されている。この装填機には、2発ずつ3段重ねに予備弾を最大6発積載することができ、装填用クレーンも装備している。

## 諸元

### 67式30型ロケット弾発射機（車体）
- 全長：8.24m[1]
- 全幅：2.44m[1]
- 全高：3.35m[1]
- 総重量：約12t[1]
- 最高速度：70km/h[1]
- 乗員：4名
- 製作：日野自動車（車体）・日本製鋼所（発射機・装填機）[1]

### 68式30型ロケットりゅう弾（弾体）
- 全長：約4.5m[1]
- 直径：337mm[1]
- 重量：573kg[1]
  - 弾頭重量：227kg
- 最大射程：約28km[1]
- 製作：日産自動車[1]

## 装備部隊
生産数は48両、配備先は特科教導隊の他には北部方面隊直轄の第1特科団の2個特科大隊に限られており、88式地対艦誘導弾に更新される形で1993年（平成5年）には全てが退役した。
- 特科教導隊
- 第1特科団
  - 第125特科大隊[3]（東千歳駐屯地）：1969年（昭和44年）3月25日編成完結。1992年（平成4年）3月26日廃止。本部隊を母体に、翌27日に第1地対艦ミサイル連隊編成。
  - 第126特科大隊[3]（美唄駐屯地）：1971年（昭和46年）3月25日編成完結。1993年（平成5年）3月29日廃止。本部隊を母体に、翌30日に第2地対艦ミサイル連隊編成。

## 登場作品

### 映画・テレビドラマ
『ゴジラシリーズ』
『ゴジラ』（1984年版）
晴海埠頭でゴジラを迎撃する自衛隊車両の1つとして、本車をモデルとして大型トラックの荷台に大型地対地ミサイルの連装発射機を搭載した「83式600mm地対地ミサイル車」が登場。24分の1程の縮尺の精巧なプロップモデルが製作されているが、キャビンは74式特大型トラックと似た角型のものとなっており、原型車両とは異なっている。
また、架空兵器である「スーパーX」には、68式ロケット榴弾砲が搭載されていた。
『ゴジラvsビオランテ』
実物が日本映画初登場。若狭湾でゴジラに対して行われる「サンダービーム作戦」を支援すべく出動し、多数の自衛隊車両とともに防衛ラインを形成する。
また、『ゴジラ』に登場したものと同一と思われるプロップモデルも登場しており、このプロップモデルは以後も『平成ゴジラシリーズ』に度々登場している。
『ゴジラvsキングギドラ』
札幌に襲来したゴジラを迎撃すべく出動する自衛隊の車列の中に確認できる。
『大鉄人17』
第12話に国際平和部隊のロケット砲として登場。3両が、ブレイン党の基地があるとされる山岳地帯への総攻撃に投入され、一斉にロケット弾を1発ずつ発射する。
作中には、実物の射撃シーンが映されている。

### ゲーム
『ゴジラ 列島震撼』
本車をモデルとした「67式対空ミサイル」が登場。

### ホビー
『トミカ』
1978年に本車をモデルとした車両が発売されたが、こちらは当時トミカの自衛隊車両として発売されていたトヨタ・HQ15Vをベースとしたため、製品名も「トヨタ自衛隊ロケット車」であった。